# Bojarenmütze

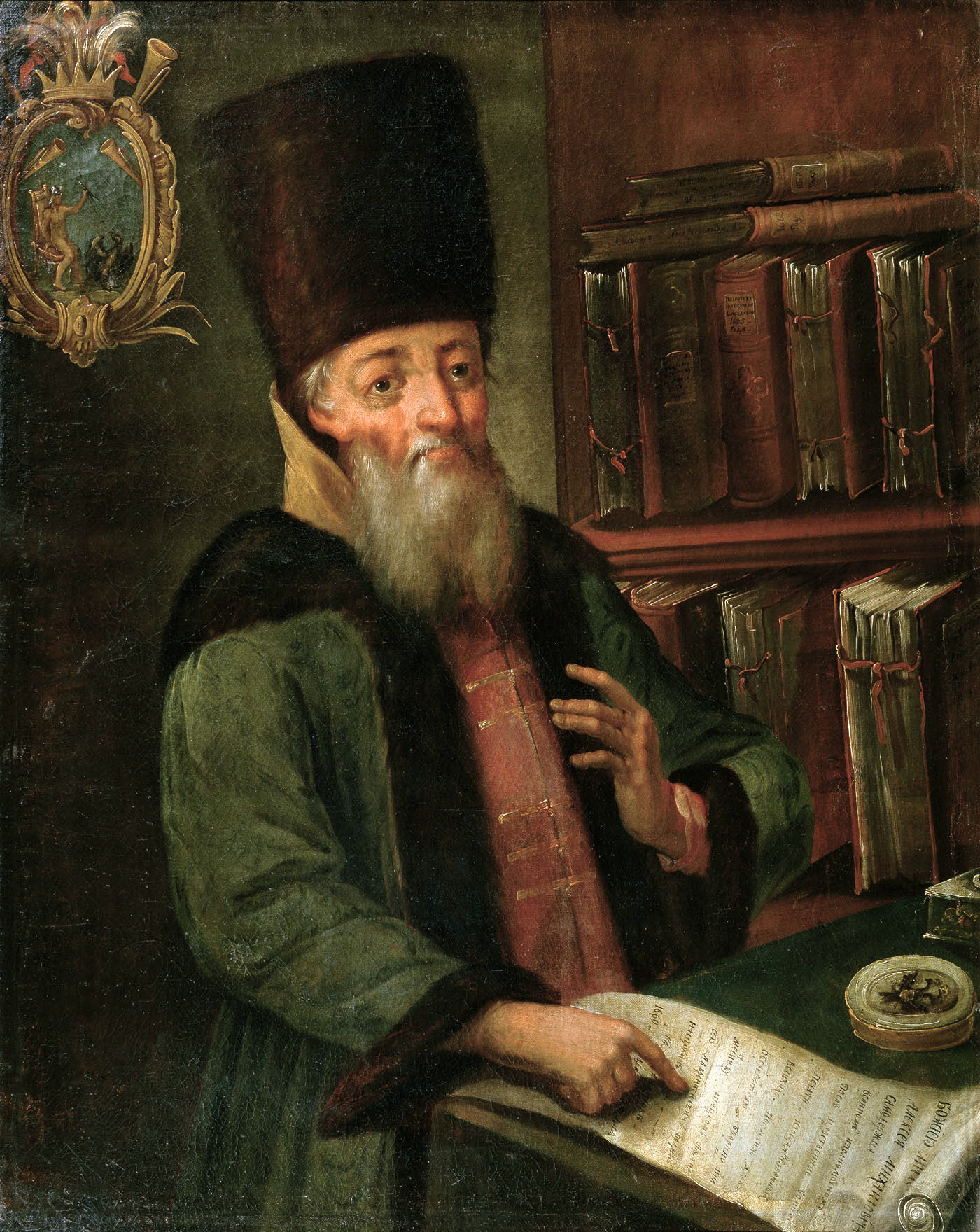
Gouverneur Afanasy Ordin-Nashchokin mit Bojarenmütze (17. Jh., auf einem Werk des 19. Jh.)

Als Bojarenmützen werden üblicherweise die Murmolka (Му́рмолка), Plural Murmolki und die Gorlatnaja (russisch Горлатная шапка) bezeichnet, hohe russische Kopfbedeckungen gehobener Stände, die besonders von den ihr den Namen gebenden Bojaren getragen wurde. Die Bojaren waren ein Adelsstand unterhalb des Ranges eines Fürsten (Knjas) oder Zaren.
Typisch für die Bezeichnung Bojarenmützen sind die zylinderförmigen, steifen Varianten, die nach oben breiter werden und einen flachen Mützendeckel haben. Auf vielen Abbildungen ist zu sehen, dass von den Bojaren auch diverse andere Formen getragen wurden. Modelle, die sich nicht nach oben verbreiterten, auch solche, die nach oben schmaler wurden und nicht einen festen Stand hatten. Ein Merkmal ist jedoch, dass die Kopfbedeckung eine über das übliche, rein zweckmäßige Maß hinausgehende Höhe aufweist; durchschnittlich war sie eine Elle hoch, etwa um die 60 Zentimeter.

## Murmolka

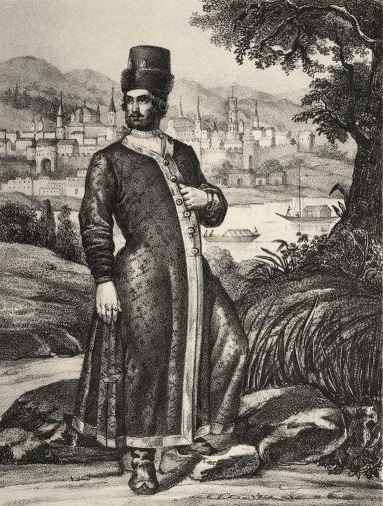
Murmolka (vor 1841)

Auch die als Murmolka bezeichnete Mütze gab es offenbar in allen möglichen Ausführungen, nach oben oder nach unten schmaler werdend, oder in gleichmäßiger Breite. Sie war aus Samt oder einem anderen Stoff gearbeitet. Folgt man der Beschreibung von Kruse, so hatte sie, wie die Uschanka (eine allgemeine Bezeichnung für die übliche russische Ohrenklappenmütze) statt der gewöhnlichen Pelzverbrämung zwei pelzbesetzte Ohrenklappen sowie Pelzaufschläge vorn und hinten, die durch Knöpfe oder Ösen gehalten wurden.
Als Murmolkami wurde in einigen Orten, in Nowgorod, Pskow und dem Gouvernement Sankt Petersburg bis zum Ende des 19. Jahrhunderts runde Pelzmützen bezeichnet, die keine Ohrenklappen aufwiesen.

## Gorlatnaja

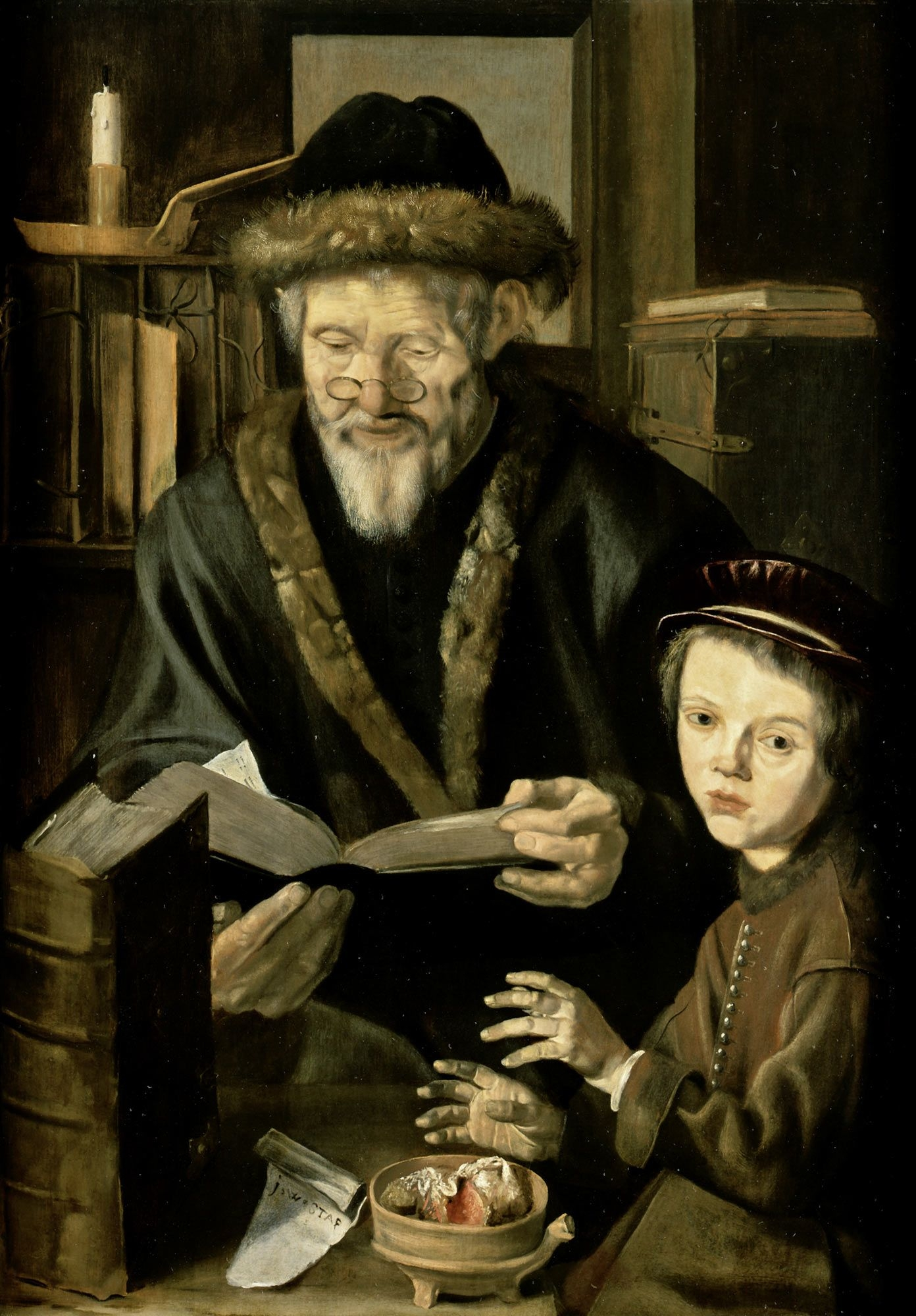
Gorlatnaja mit Marder- oder Zobelstückenrand, Mantel mit gleicher Fellart verbrämt (spätestens 1663)

Die Gorlatnaja, die Kehlpelzmütze, war eine besonders wertvolle Fellmütze im 15 bis 17. Jahrhundert. Bis um etwa 1900 galten die meist rötlich gefleckten Kehlstücken vom Marderfell, vor allem vom Zobelfell, aber auch vom Fuchsfell, hier vor allem vom Schwarzfuchsfell, in den östlichen Ländern Europas als besonders kostbar, sie wurden meist separat verarbeitet. Es konnten aber auch die preisgünstigen, teilweise ähnlich farbigen, aber nicht so dichthaarigen Bauchstücke verwendet werden. Für die Verarbeitung der Fellteile bestanden in verschiedenen Orten Mazedoniens eigene Industrien, siehe dazu den Artikel Pelzreste. Laut Kruse war die Gorlatnaja noch höher als die Murmolka, unten schmaler als oben und ganz aus Fell. Der Mützendeckel war aus Samt oder Stoff mit Gold und Perlen und mit einer seidenen Troddel. Sie wurde, wiederum nach Kruse, nur von Monarchen und Mitgliedern des Staatsrates getragen. Bei festlichen Anlässen, wie großen Audienzen, kamen auch die Junker, Edelleute, Staatssekretäre und Gäste in solchen Mützen. „Unter dem Zar Michael Feodorowitsch behielt man diese Mützen, selbst in Gegenwart des Zars, bei den Audienzen fremder Gesandten und in den Sitzungen des Staatsraths, auf dem Kopf, aber unter dessen Nachfolger hielt man sie in der Hand.“ Wenn sie nicht aufgesetzt getragen wurde, wurde sie häufig in der Armbeuge mit der linken Hand gehalten oder aber als Muff benutzt.

## Historie
Für die Bojaren während der Zeit des 15. bis 17. Jahrhunderts war die hohe Mütze ein auffälliges Kennzeichen ihres hohen gesellschaftlichen Ranges. Die Bojaryschni, die Bojarenfrauen trugen vor allem bei festlichen Anlässen ähnlich hohe Kopfbedeckungen, was jedoch bei etlichen östlichen Volksstämmen ebenfalls Brauch war.
Mitte des 19. Jahrhunderts wurde die Murmolka noch einmal von einer kleinen Gruppe von Verfechtern des Slawophilismus getragen. In den allgemeinen Gebrauch kam diese Form der hohen Mütze wohl nicht mehr.